# Grímr Kamban

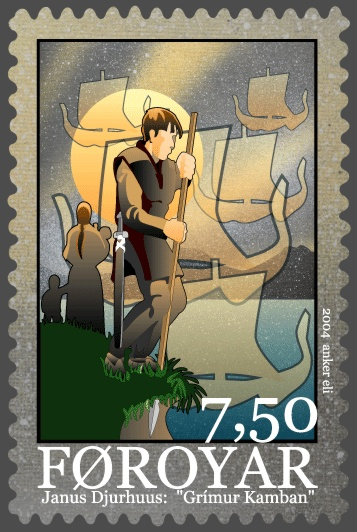
Grímr Kamban på färöiskt frimärke (2004)

Grímr Kamban var, enligt Färingasagan, den förste norrmannen som steg iland på Färöarna. Namnet skrevs som Grímr på fornnordiska men i norsk, dansk, svensk och engelsk litteratur kallas han vanligen Grim.
Enligt sagan var han en norsk viking som rymde från kung Harald Hårfagers förtryck. Detta stämmer dock inte tidsmässigt, eftersom Harald levde i slutet av 800-talet och början av 900-talet, medan det var omkring 825, som den första personen från Norden kom till Färöarna.
Kamban är ett tillnamn med keltiskt ursprung. Därför kan han ha varit bosatt på Irland, Yttre Hebriderna eller Isle of Man, där vikingarna redan hade grundat bosättningar. Enligt en annan teori kan han ha varit en tidig kristen norrman, som hade blivit influerad av de iriska munkarna där. Sådana bosatte sig nämligen på Färöarna runt 625, vilket idag är bevisat av botaniska forskare. Enligt munken Dicuil lämnade de öarna före 825, innan vikingarna kommit. Grímr ska alltså ha varit den första människan som återbosatte öarna.
Enligt sagan bosatte han sig i byn Funningur (som ordagrant betyder finna) på Eysturoy. Utgrävningar har visat att det fanns vikingahus på denna plats, precis som på hela Färöarna.